# Timo Reus
Timo Reus (Lahr, 1974. május 2. –) német labdarúgókapus.